# Cryptocercus garciai
Cryptocercus garciai là một loài gián gỗ được đặt tên theo nhạc công Mỹ Jerry Garcia.

## Hình ảnh

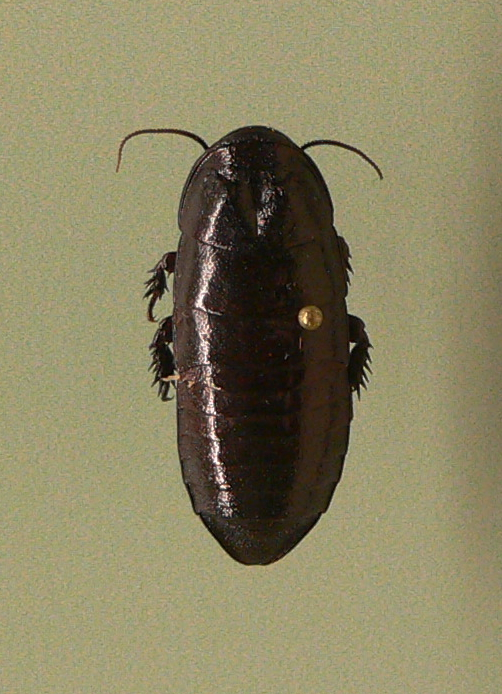